# Сант-Анджело-а-Фазанелла
Сант-Анджело-а-Фазанелла (итал. Sant'Angelo a Fasanella) — коммуна в Италии, располагается в регионе Кампания, в провинции Салерно.
Население составляет 801 человек (2008 г.), плотность населения составляет 26 чел./км². Занимает площадь 32 км². Почтовый индекс — 84027. Телефонный код — 0828.
Покровителем коммуны почитается святой архангел Михаил, празднование 8 мая и 29 сентября.

## Демография
Динамика населения:

## Администрация коммуны
- Официальный сайт: http://www.comune.santangeloafasanella.sa.it